# Bredoxbär
Bredoxbär (Cotoneaster latifolius) är en rosväxtart som beskrevs av Jeanette Fryer och Bertil Hylmö.
Cotoneaster latifolius ingår i släktet oxbär och familjen rosväxter. Arten är reproducerande i Sverige. Inga underarter finns listade i Catalogue of Life.